# 王晓峰 (1964年)
王晓峰（1964年9月—），男，汉族，安徽人，中华人民共和国政治人物，第十三届全国政协委员。

## 生平
1984年10月加入中国共产党，1991年毕业于中国人民大学，获经济学博士学位。历任中国人民大学国际政治系国际关系教研室副主任，北京市海淀区委办公室副主任，北京市海淀区委、区政府研究室主任，北京市海淀区海淀街道党工委书记，国家新闻出版总署办公厅副主任，国家新闻出版总署办公厅副主任兼政策法规司副司长，国家新闻出版总署印刷复制管理司司长，贵州省委副秘书长（正厅长级，分管常务工作），中国财贸轻纺烟草工会全国委员会主席、分党组书记。2013年，任全国总工会宣传教育部部长、新闻发言人。2019年，任全国总工会劳动和经济工作部（中国职工技术协会办公室）部长。